# Cezary Sikorski
Cezary Sikorski (ur. 23 listopada 1957 roku we Wrocławiu) – poeta, prozaik, eseista, wydawca i animator kultury.

## Życie
Ukończył studia filozoficzne na Uniwersytecie Wrocławskim w 1980 roku. Doktorat z nauk humanistycznych obronił na Uniwersytecie im. Adama Mickiewicza w Poznaniu w 1987 roku. W latach 80. XX wieku zajmował się filozoficznymi problemami teorii marksistowskiej i ruchu robotniczego.
Regularnie publikuje poezję, prozę i eseistykę na łamach gdańskiego kwartalnika "Migotania". 
W roku 2009 założył wydawnictwo Zaułek Wydawniczy „Pomyłka”, w ramach którego ukazały się książki m.in. Leszka Szarugi, Marka Wawrzkiewicza, Aleksandry Słowik, Izabeli Fietkiewicz-Paszek, Karola Samsela, Barbary Janas-Dudek, Teresy Rudowicz, Małgorzaty Południak, a także wiersze Leszka Żulińskiego, Mirki Szychowiak, Beaty Patrycji Klary, Łucji Dudzińskiej, Andrzeja Wołosewicza, Ewy Włodarskiej,Leszka Norda, Agnieszki Rykowskiej, Janusza Solarza czy Joanny Starkowskiej. Zaułek Wydawniczy "Pomyłka" zamknął działalność w roku 2022. 
W roku 2021 Zaułek Wydawniczy "Pomyłka" wydał w trzech tomach "Wiersze zebrane" Emily Dickinson w przekładach Janusza Solarza. Jest to w skali świata trzecie (po niemieckim i francuskim) pełne wydanie dzieł poetyckich E. Dickinson.
Sikorski jest współzałożycielem szczecińskiej Fundacji Literatury Imieniem Henryka Berezy  oraz jednym z założycieli kwartalnika "Elewator".

## Twórczość

### Poezja
- Droga z Daulis do Delf (2009);
- Monadologia stosowana (2011);
- Szkice z życia materii martwej. Wyimki z Elegii duinejskich R.M. Rilkego (2011);
- Pięćdziesiąt cztery sonety (2012);
- Według Józefa (2013);
- Południk (2016);
- Filozofki (2018);
- Sonet. Spętanie (2016, zbiór wierszy różnych autorów);
- Rozmowa (2015, dialog-rzeka z Leszkiem Żulińskim, podsumowanie losów lewicowych intelektualistów w minionych pięćdziesięciu latach);

Proza
- Wujek Maks i tajemnica czasu (2022)

### Prace filozoficzne
- Proletkult – RKP(b): zarys konfliktu (1982)[5];
- Nikołaja Bucharina koncepcja rosyjskiej drogi do socjalizmu (1984)[6];
- Teoria socjalizmu a dobre wychowanie (1985)[7];
- Cienie NEP-u. Sprzeczności budownictwa socjalizmu w ZSRR w latach 1921-1929 (1986)[8];
- Marksistowska teoria formacji kapitalistycznej a zagadnienia transformacji kapitalizmu w socjalizm (1987)[9];
- O alternatywności procesu transformacji kapitalizmu w socjalizm (Michała Kaleckiego koncepcja ustroju pośredniego w świetle zagadnień teorii transformacji) (1987)[10];
- Bucharin i losy marksizmu okresu przejściowego (1988)[11];
- Dialektyka zbrojeń i rozbrojenia (1988)[12];
- Niektóre aspekty NEP-u (1988)[13];
- Prehistoria Sierpnia ’80 (1989)[14];
- Heglowska wersja ekspansji kapitalizmu (1990)[15];
- Szkice przeciwko oraz w obronie pojęć (2016);
- Perspektywy Hegla. Autoreferat (2017)[16];